# Butte (Dakota Północna)
Butte – miasto w Stanach Zjednoczonych, w stanie Dakota Północna, w hrabstwie McLean.